# Kleikowanie skrobi
Kleikowanie skrobi – proces obróbki termicznej skrobi w wodnym roztworze mający na celu doprowadzenie skrobi pod wpływem wysokiej temperatury wody do spęcznienia, a następnie do pęknięcia i rozklejenia się. Skrobia nie rozpuszcza się w zimnej wodzie i wchłania jedynie część wody nie zmieniając swojego kształtu i właściwości. Dopiero wymieszana z ciepłą (ok. 65 st.C) wodą otwiera się i tworzy kleik o dużej lepkości. W wyniku ochłodzenia kleik skrobiowy wiąże cząsteczki wody tworząc galaretowatą konsystencję (żel). Kwas cytrynowy oraz sól obniżają zdolność tworzenia się żelu. Kleikowanie wykorzystywane jest np. do zagęszczania potraw lub stworzenia sosów przy pomocy np. mąki ziemniaczanej (zawartość skrobi: 84%) lub pszennej (zawartość skrobi: 65–75%) lub w celu otworzenia skrobi w surowcach niesłodowanych na działanie enzymów amololitycznych i dekstrynizację jak np. w piwowarstwie. Powstały w wyniku kleikowania kleik skrobiowy (krochmal) wykorzystywany jest w przemyśle spożywczym, włókienniczym, papierniczym, mleczarskim i.in.